# Tourenwagen-Weltmeisterschaft 2006

Logo der Tourenwagen-WM

Die Tourenwagen-Weltmeisterschaft 2006 begann am 1. April in Monza (Italien) und endete am 19. November in Macau.

## Ergebnisse und Wertungen

### Kalender
|         | Datum         | Rennen         | Strecke      | Pole-Position     | Platz 1            | Platz 2            | Platz 3            |
| ------- | ------------- | -------------- | ------------ | ----------------- | ------------------ | ------------------ | ------------------ |
| 1 & 2   | 1. April      | Italien        | Monza        | Andy Priaulx      | Andy Priaulx       | Yvan Muller        | James Thompson     |
| 1 & 2   | 1. April      | Italien        | Monza        | Andy Priaulx      | Augusto Farfus     | Yvan Muller        | Alain Menu         |
| 3 & 4   | 30. April     | Frankreich     | Magny-Cours  | Gabriele Tarquini | Dirk Müller        | Jörg Müller        | Rickard Rydell     |
| 3 & 4   | 30. April     | Frankreich     | Magny-Cours  | Gabriele Tarquini | Andy Priaulx       | Jörg Müller        | Jordi Gené         |
| 5 & 6   | 22. Mai       | Großbritannien | Brands Hatch | Rickard Rydell    | Yvan Muller        | Peter Terting      | James Thompson     |
| 5 & 6   | 22. Mai       | Großbritannien | Brands Hatch | Rickard Rydell    | Alain Menu         | Rickard Rydell     | James Thompson     |
| 7 & 8   | 4. Juni       | Deutschland    | Oschersleben | Andy Priaulx      | Andy Priaulx       | Dirk Müller        | Rickard Rydell     |
| 7 & 8   | 4. Juni       | Deutschland    | Oschersleben | Andy Priaulx      | Jörg Müller        | Augusto Farfus     | Dirk Müller        |
| 9 & 10  | 2. Juli       | Brasilien      | Curitiba     | Augusto Farfus    | Jordi Gené         | Peter Terting      | Augusto Farfus     |
| 9 & 10  | 2. Juli       | Brasilien      | Curitiba     | Augusto Farfus    | Andy Priaulx       | Gianni Morbidelli  | Alessandro Zanardi |
| 11 & 12 | 8. Juli       | Mexiko         | Puebla       | Rickard Rydell    | Salvatore Tavano   | Augusto Farfus     | Ryan Sharp         |
| 11 & 12 | 8. Juli       | Mexiko         | Puebla       | Rickard Rydell    | Augusto Farfus     | Gianni Morbidelli  | Rickard Rydell     |
| 13 & 14 | 3. September  | Tschechien     | Brünn        | Gabriele Tarquini | Jörg Müller        | Alessandro Zanardi | Yvan Muller        |
| 13 & 14 | 3. September  | Tschechien     | Brünn        | Gabriele Tarquini | Robert Huff        | Andy Priaulx       | Yvan Muller        |
| 15 & 16 | 24. September | Türkei         | Istanbul     | Rickard Rydell    | Alessandro Zanardi | Rickard Rydell     | Gabriele Tarquini  |
| 15 & 16 | 24. September | Türkei         | Istanbul     | Rickard Rydell    | Gabriele Tarquini  | Peter Terting      | Nicola Larini      |
| 17 & 18 | 8. Oktober    | Spanien        | Valencia     | Augusto Farfus    | Augusto Farfus     | Luca Rangoni       | Nicola Larini      |
| 17 & 18 | 8. Oktober    | Spanien        | Valencia     | Augusto Farfus    | Jörg Müller        | Duncan Huisman     | Luca Rangoni       |
| 19 & 20 | 19. November  | Macau          | Macao        | Andy Priaulx      | Andy Priaulx       | Duncan Huisman     | Yvan Muller        |
| 19 & 20 | 19. November  | Macau          | Macao        | Andy Priaulx      | Jörg Müller        | Yvan Muller        | Tom Coronel        |

## Punktestand

### Fahrer

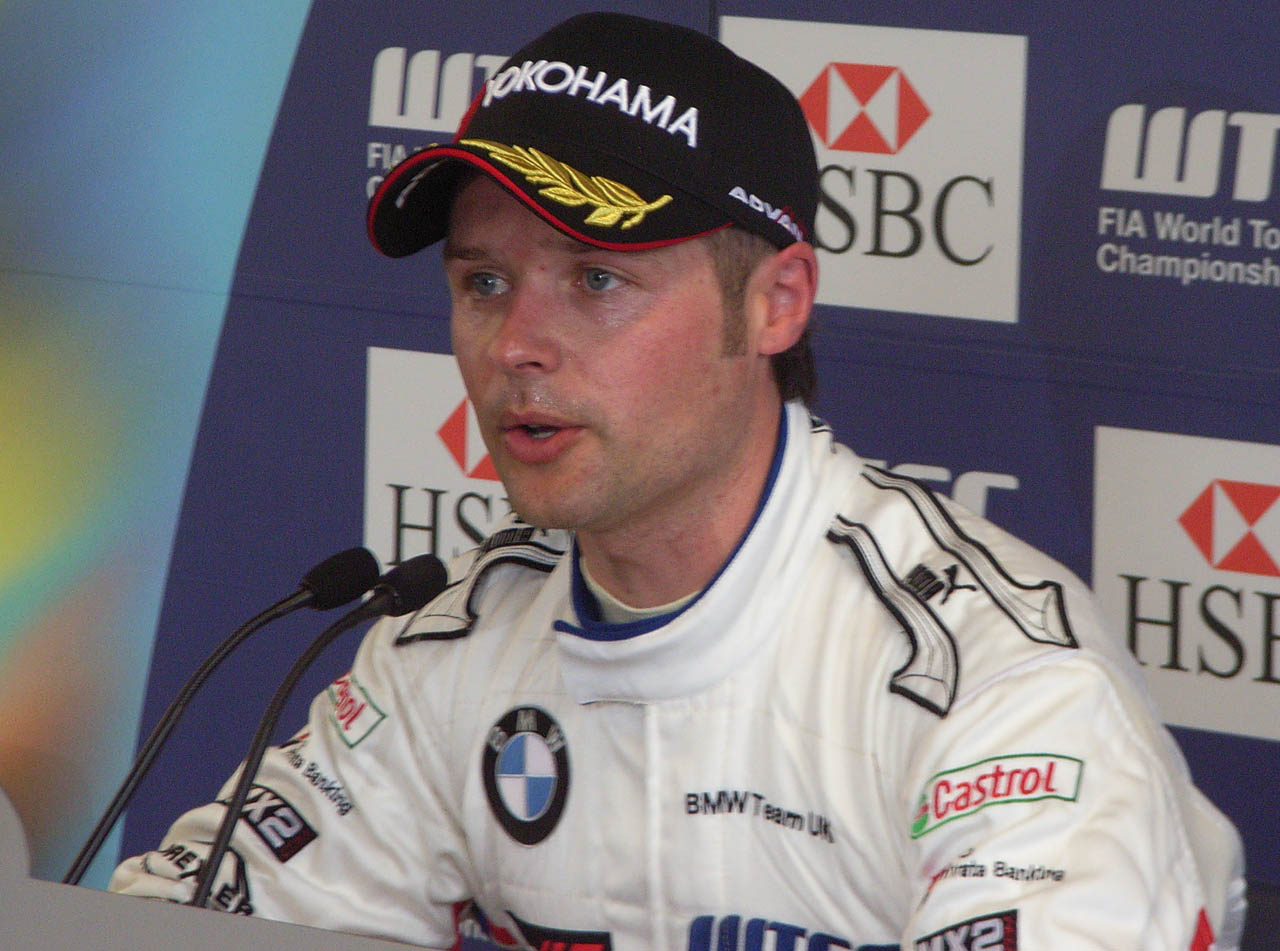
Sieger Andy Priaulx (2007)

| Pl. | Fahrer            | Punkte |
| --- | ----------------- | ------ |
| 1.  | Andy Priaulx      | 73     |
| 2.  | Jörg Müller       | 72     |
| 3.  | Augusto Farfus    | 64     |
| 4.  | Yvan Muller       | 62     |
| 5.  | Gabriele Tarquini | 57     |
| 6.  | Dirk Müller       | 54     |
|     | Rickard Rydell    | 54     |
|     | James Thompson    | 54     |

| Pl. | Fahrer             | Punkte |
| --- | ------------------ | ------ |
| 9.  | Peter Terting      | 49     |
| 10. | Jordi Gené         | 36     |
| 11. | Alessandro Zanardi | 26     |
| 12. | Nicola Larini      | 24     |
| 13. | Duncan Huisman     | 22     |
|     | Gianni Morbidelli  | 22     |
| 15. | Alain Menu         | 21     |
| 16. | Robert Huff        | 20     |

| Pl. | Fahrer              | Punkte |
| --- | ------------------- | ------ |
|     | Tom Coronel         | 20     |
| 18. | Salvatore Tavano    | 15     |
| 19. | Luca Rangoni        | 14     |
| 20. | Fabrizio Giovanardi | 8      |
| 21. | Ryan Sharp          | 6      |
| 22. | Alessandro Balzan   | 5      |
| 23. | André Couto         | 2      |

### Marken
| Pl. | Fahrer     | Punkte |
| --- | ---------- | ------ |
| 1.  | BMW        | 254    |
| 2.  | Seat       | 235    |
| 3.  | Alfa Romeo | 154    |
| 4.  | Chevrolet  | 128    |

### Independents’ Trophy
| Pl. | Fahrer               | Punkte |
| --- | -------------------- | ------ |
| 1.  | Tom Coronel          | 178    |
| 2.  | Luca Rangoni         | 100    |
| 3.  | Stefano d’Aste       | 93     |
| 4.  | Ryan Sharp           | 75     |
| 5.  | Maurizio Ceresoli    | 69     |
| 6.  | Diego Romanini       | 67     |
| 7.  | Pierre-Yves Corthals | 57     |
| 8.  | Alessandro Balzan    | 25     |
| 9.  | Vincent Radermecker  | 20     |

| Pl. | Fahrer             | Punkte |
| --- | ------------------ | ------ |
| 10. | Emmet O’Brien      | 18     |
| 11. | Roberto Colciago   | 14     |
| 12. | Simone Iacone      | 13     |
| 13. | Riccardo Romagnoli | 11     |
| 14. | Jens Edman         | 10     |
| 15. | Ao Chi Hong        | 10     |
| 16. | Ibrahim Okyay      | 9      |
| 17. | Lucas Molo         | 75     |
| 18. | Oscar Hidalgo      | 5      |

| Pl. | Fahrer            | Punkte |
| --- | ----------------- | ------ |
| 19. | Emanuele Naspetti | 4      |
| 20. | Rainer Bastuck    | 3      |
| 21. | María de Villota  | 2      |
| 22. | Philip Geipel     | 2      |
| 23. | Davide Roda       | 2      |
| 24. | Stefano Valli     | 2      |
| 25. | Jiří Janák        | 2      |
| 26. | Jan Vonka         | 1      |